# Vallès Oriental
Vallès Oriental là một comarca (hạt) của Catalonia, Tây Ban Nha,European Union. Thủ phủ là Granollers.

## Các đô thị
- Aiguafreda - 2.308
- L'Ametlla del Vallès - 7.319
- Bigues i Riells - 7.155
- Caldes de Montbui - 15.536
- Campins - 354
- Canovelles - 14.668
- Cànoves i Samalús - 2.375
- Cardedeu - 15.018
- Castellcir - 528
- Castellterçol - 2.195
- Figaró-Montmany - 1.020
- Fogars de Montclús - 417
- Les Franqueses del Vallès - 15.196
- La Garriga - 13.471
- Granera - 79
- Granollers - 57.796
- Gualba - 988
- La Llagosta - 13.455
- Lliçà d'Amunt - 12.439
- Lliçà de Vall - 5.821
- Llinars del Vallès - 8.166
- Martorelles - 4.903
- Mollet del Vallès - 51.218
- Montmeló - 8.804
- Montornès del Vallès - 14.190
- Montseny - 306
- Parets del Vallès - 16.202
- La Roca del Vallès - 8.946
- Sant Antoni de Vilamajor - 4.627
- Sant Celoni - 15.081
- Sant Esteve de Palautordera - 1.961
- Sant Feliu de Codines - 5.282
- Sant Fost de Campsentelles - 7.265
- Sant Pere de Vilamajor - 3.444
- Sant Quirze Safaja - 543
- Santa Eulàlia de Ronçana - 5.814
- Santa Maria de Martorelles - 763
- Santa Maria de Palautordera - 7.762
- Tagamanent - 265
- Vallgorguina - 1.881
- Vallromanes - 1.911
- Vilalba Sasserra - 564
- Vilanova del Vallès - 3.282